# Берестовое (Вольнянский район)
Берестовое (укр. Берестове) — село,в Украине Семененковский старостинский округ (бывшее название
Кировский сельский совет), Запорожский район (раньше
Вольнянский район),
Запорожская область,
Украина.
Код КОАТУУ — 2321582002. Население по переписи 2001 года составляло 140 человек.

## Географическое положение
Село Берестовое находится на одном из истоков реки Солёная,
на расстоянии в 1 км от сёл Новоукраинка и Семененково.
По селу протекает пересыхающий ручей с запрудой.

## История
- 1770 год — дата основания как хутор Сычовый (укр. Сичевий).
- 1875 год — переименовано в село Берестовое.